# Dimitrie Dinicu
Dimitrie Dinicu (Bucarest (Romania), 13 de juny. 1868 - Idem. 11 d'abril, 1936), va ser un violoncel·lista i director romanès. Oncle del compositor i violinista Grigoraș Dinicu.
Va començar a aprendre a tocar el violí, després va passar al violoncel. Graduat al Conservatori de Bucarest, alumne de Constantin Dimitrescu. Després va millorar al Conservatori de Viena amb Ferdinand Helmesberger, i el 1889 va rebre el Premi Beethoven de la Societat d'Amics de la Música de Viena.
De 1907-1920 fou director titular de l'Orquestra Filharmònica de Bucarest. Va dirigir una sèrie d'estrenes, en particular, el poema simfònic Acteon (1915) d'Alfred Alessandrescu. L'últim any de treball a l'orquestra, sentint-se greument malalt, va convidar com a assistent l'anteriorment conegut violinista George Georgescu, que aviat el va substituir durant molt de temps com a director en cap de l'orquestra. Professor del Conservatori de Bucarest (entre els seus estudiants, en particular, Radu Aldulescu).
Va participar com a conjunt en concerts a la cort de la reina Isabel, actuant, entre altres coses, com a part d'un trio de piano amb la participació de George Enescu (violí).